# ده يونس بشت كوه العليا (كفشكنان)
ده یونس بشت کوه العلیا (بالفارسية: ده یونس پشت‌کوه علیا) هي قرية تقع في إيران في قسم کفشکنان الريفي.